# Наливайко Олександр Михайлович
Олександр Михайлович Наливайко (біл. Аляксандр Міхайлавіч Налівайка; нар. 20 жовтня 1922, село Вязичин, Осиповицький район) — білоруський літературознавець, критик. кандидат філологічних наук (1954).

## Біографічні відомості
Закінчив Могильовський педагогічний інститут (1951). У 1954-1999 рр. працював у Білоруському державному педагогічному університеті імені М. Танка. Автор монографії «Повість Якуба Коласа «Стрибва» (1959), навчального посібника» «Білоруська Радянська література» (1979), один з авторів підручника «Білоруська література» (1971, з Т. Бурейко). Упорядник «Хрестоматії з білоруської дитячої літератури» (1966, у співавт.), «Хрестоматії з білоруської радянської літератури» (ч. 1-2, 1984).